# Стоны (народ)

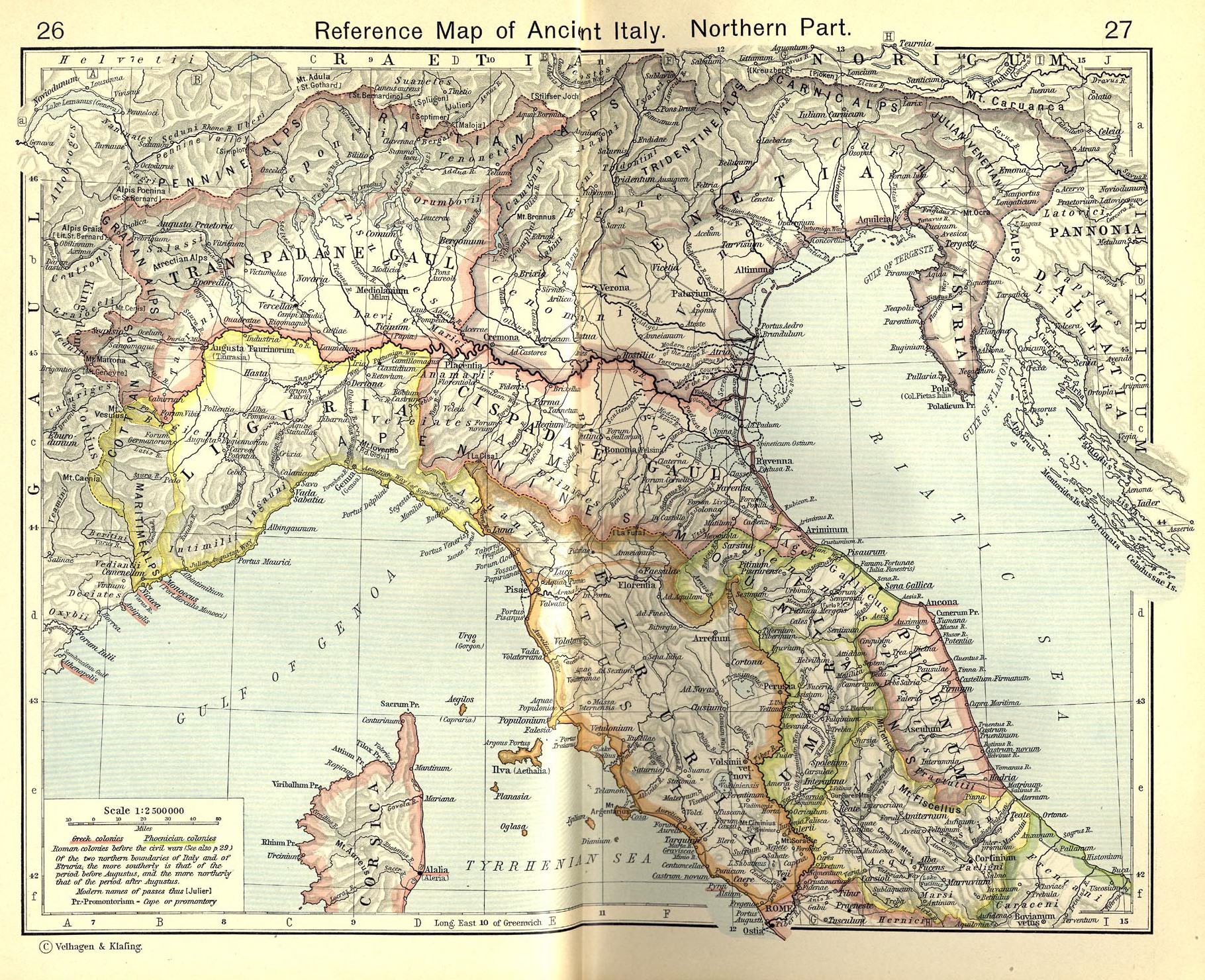
Северно-центральная часть Италии согласно «Историческому атласу». Стоны располагались в северно-восточной части Венетской области.

Стоны (лат. Stoni/Stoeni/Styni/Steoni) — один из доримских народов древней Италии. Входили в состав эвганеев. Исследователи локализуют их ареал начиная с XV в. до н. э. в альпийском регионе, а именно в it:Valle del Chiese, в долинах Giudicarie и Basso Sarca в Трентино, и частично также в Baldo близ Вероны, а также в долине Саббия и Val Vestino в провинции Брешия. Римляне покорили стонов в ходе кампании 118 г. до н. э.

## История

### Происхождение
Римский историк Плиний Старший, ссылаясь на Катона, утверждал, что эвганеи делились на 3 племени: триумплины (Val Trompia), камуны (Val Camonica) и стоны. Последние, согласно Плинию, находились «во главе» эвганеев и обитали в Грайских Альпах, а в Триумфальных списках (Fasti Triumphales) Капитолия 117 г. до н. э. обозначены как «лигуры». Таким образом, можно с определённой уверенностью утверждать об их родстве с лигурами, обитавшими в доримскую эпоху по ту сторону реки По.

### Античные источники
- Plinio il Vecchio, Naturalis Historia
- Strabone, Geografia
- Tito Livio, Ab Urbe condita libri

### Исторические исследования
- Federico Odorici. Storie Bresciana, dai primi tempi sino all’età nostra. — Brescia, 1856.
- Vaglia Ugo. Storia della Valle Sabbia. — Brescia: Tipolitografia Frateli Geroldi, 1964.
- Scipione Maffei. Verona illustrata. — Verona, 1825.
- Francesco Molon. Sui popoli antichi e moderni dei sette comuni del vicentino. — Vicenza, 1881.
- Carlo Troya. Storia d’Italia del medio-evo. — Napoli, 1839.
- Stanislao Bardetti. De' primi abitatori dell’Italia: opera postuma. — Modena, 1769.
- Aldo Gorfer. Le valli del Trentino — Trentino Occidentale. — Manfrini, Calliano (Tn), 1975.
- Archivio storico italiano, La storia d’Italia, tomo III, Firenze 1846.
- Girolamo Francesco Serra. La storia della antica Liguria e di Genova. — Canton Ticino, 1735.
- André Piganiol. Le conquiste dei romani. Fondazione e ascesa di una grande civiltà. — 2010.
- Jacopo Filiasi. Memorie storiche de' Veneti primi e secondi del cittadino Giacomo Filiasi, tomo quarto. — 1797.
- Philipp Clüver, Italia antiqua, 1624.